# Herzebrock-Clarholz
Herzebrock-Clarholz település Németországban, azon belül Észak-Rajna-Vesztfália tartományban. Lakosainak száma 16 290 fő (2023. december 31.). Herzebrock-Clarholz Gütersloh, Beelen, Oelde, Rheda-Wiedenbrück és Harsewinkel községekkel határos.

## Népesség
A település népességének változása:
| Lakosok száma | 12 066 | 15 914 | 15 847 | 16 184 | 16 379 | 16 290 |
|               | 1975   | 2017   | 2019   | 2021   | 2022   | 2023   |